# Buckminster
Buckminster is een civil parish in het bestuurlijke gebied Melton, in het Engelse graafschap Leicestershire.